# Fərrux İsmayılov
Fərrux İsmayılov (30 agosto 1978) è un ex calciatore azero, di ruolo attaccante.

## Carriera

### Club
Ha giocato nella massima serie del campionato azero con varie squadre, nella seconda serie del campionato iraniano con il Sanat Naft e nel campionato ucraino con il Volyn.

### Nazionale
Con la Nazionale azera ha giocato 32 partite.